# Musée du liège de Palafrugell
Le musée du liège de Palafrugell (en catalan : Museu del Suro de Palafrugell) est situé dans la vieille usine de l'Art nouveau de Can Mario, à Palafrugell (Gérone).

## Description

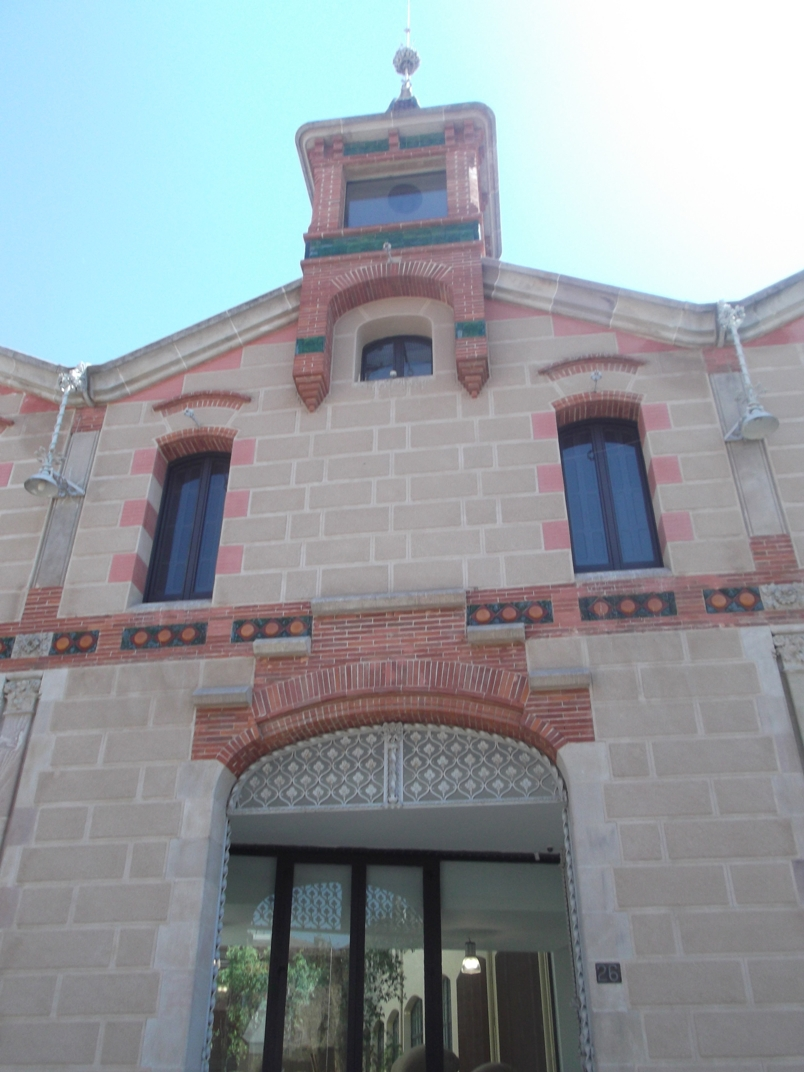
Façade de Can Mario, actuel siège du Musée du Corcho

Le Musée du liège est une institution consacrée à l’interprétation et à la diffusion des patrimoines et des territoires liés au monde du liège catalan.
L'édifice est une manufacture de style moderniste conçue par General Guitart et construite entre 1900 et 1907. Ce bâtiment accueille divers espaces d’expositions autour d’un bosquet de chênes-lièges.
Le musée propose la découverte des suberaies, du liège, de sa transformation artisanale et industrielle en objets de toutes sortes.

### Parcours
Le musée est organisé en différentes sections.

#### Cour centrale: La Sureda
Faisant le lien entre les deux entrepôts qui forment l’ensemble du musée, la suberaie offre un espace ouvert où l’on observe son sous-bois et ses chênes-lièges. L’espèce autochtone, le Quercus suber n’est presque exclusivement présente que dans le bassin occidental méditerranéen, dans des zones où la pluviométrie oscille entre 500 et 900 mm, où les températures ne sont pas trop basses et où le sol est acide, sans calcaire.

#### ExpositionCork in Progress. Espace de participation
Dans cette partie du rez-de-chaussée, une collection de photographies et une vidéo montrent l’extraction du liège. On y trouve aussi une zone de jeux et matériels didactiques pour les plus petits. Au centre de la salle, on peut manipuler la matière première, depuis sa forme originelle jusqu'à sa transformation manufacturée ; il est également possible d’observer le liège avec des loupes binoculaires et d’en examiner les propriétés grâce à divers supports interactifs. De plus, on y admire une sélection d’objets fabriqués au fil des ans grâce aux vertus du liège.

#### Espace 2. Fabrication des couvercles: la mécanisation progressive d'un procédé artisanal
La consolidation de la manufacture bouchonnière en Catalogne commence à partir du XVIIIe siècle, en raison de la demande de bouchons destinés à de nouvelles bouteilles en verre plus résistantes au transport ; du vin, et dans une moindre mesure du champagne, y étaient mis en bouteille. Les bouchonniers étaient maîtres de leur temps, combinant leur travail avec les loisirs, chantant en travaillant, ou se faisant lire le journal. Malgré une première mécanisation à la fin du XIXe siècle, la production de bouchons de qualité supérieure fut longtemps réservée aux artisans bouchonniers, qui produisaient encore vers 1930. Cette première apparition de machines engendra une augmentation de la production et une incorporation massive des femmes dans le monde du travail. La seconde mécanisation eut lieu à partir de 1900, et particulièrement après la Première Guerre mondiale. L’incorporation de machines électriques eut pour effet d’engendrer la prolétarisation des travailleurs, la transformation des espaces manufacturiers, et une grande diversification de la production : fabrication de disques de liège, papier et laine de liège et agglomérés, entre autres.

#### Espaces Manufactures, exposition temporaire
L'espace Manufactures, d'expositions temporaires, est situé au rez de chaussée de l'allée sud. Il se compose de 240 mètres carrés qui accueillent des expositions de différentes dimensions et des exigences de montage très différentes.

#### Auditorium Miquel Vincke & Meyer
L’auditorium, situé au rez-de-chaussée de l’entrepôt sud, a une capacité d’accueil de 104 personnes. On peut y voir une projection narrant l’histoire de la manufacture-musée. Le film – sous-titré en espagnol, français et anglais – nous apprend l’importance et le long parcours de cet établissement. En effet, il fut leader en matière d’exportation nationale durant les années 1920. Dans cet espace, de nombreuses activités sont réalisées par le musée ou à la demande d’organismes de la commune.

### Objets remarquables

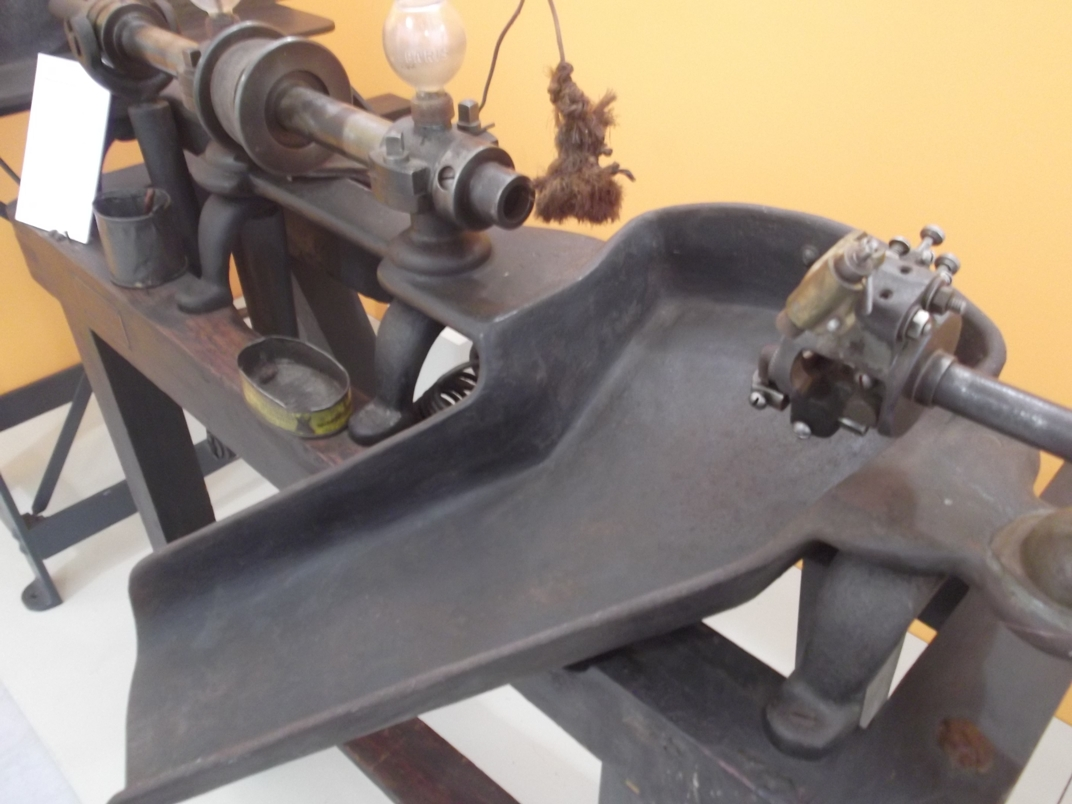
Machine à brosse rotative dans le Musée du Corcho de Palafrugell

- Couteaux à démasclage, à découper en lames, à bouchon : L'action d'extraction du liège dans le chêne-liège est appelée peler et se pratique entre le début du mois de juin et la fin du mois de septembre, lorsque les divisions cellulaires se produisent rapidement, produisant de nouvelles cellules à paroi mince et très fragile. La hache sépare légèrement le liège et est la lunette de levier de la poignée. C'est une opération très délicate parce que s'ils cassent le scorpion, ils ne peuvent pas obtenir le bouchon.
- Salacots fabriqués avec du liège : Les établissements Miquel, Vincke i Meyer ont commencé à produire des salacots en liège vers 1910. L’isolation que procure ce matériau était appréciée sous encourageait l’utilisation de ces couvre-chefs sous les climats non tempérés. L’état-major central de Madrid et l’armée britannique furent parmi les clients les plus importants de cette entreprise. Outre les salacots, la manufacture produisait toutes sortes de casques, dont certains surprenants : tricornes, casques de parachutisme, de moto et de pompier, pour la police municipale et les bobbies britanniques.
- Lames de taille pour faire des chapeaux : Les premiers bouchons du XVIIIe siècle se sont concentrés dans ses mains, l'ensemble du processus de production mais a lentement dérivé vers des métiers spécialisés dans chacune des étapes de la préparation : trancheuse qui ont transformé les icebergs et en bandes allongées et ont été appelés tranches, tranches qui ont fait carradors en morceaux carrés appelé Ratchet et se rétrécit enfin qu'il se transforme en blocs de bouchons.
- Machine à brosse rotative : Les premières machines ont été actionnées à la main, limitée à reproduire le processus de développement de l'artisanat, en augmentant leur productivité. La machine à Ribot, qui pourrait être le symbole de la première mécanisation, permet déjà faire trois à quatre mille bouchons quotidiens, doublant le travail des cierges. Ces machines ont provoqué la rupture de l'apprentissage traditionnel et un premier pas vers la prolétarisation du bureau du cône: le temps d'apprentissage a été plus faible, et de permettre l'incorporation de main-d'œuvre féminine, a conduit à une baisse importante des salaires.
- Baignoire en bois : Baignoire transportable début du XXe siècle une confrérie de Selva de Mar, fournie par le conseil de cette municipalité pour l'exposition Femmes de Liège : Travail et Société. Ce bain se portait de maison en maison pour répondre à la mauvaise mutuelle.
- Machine à partir : Machine à partir de laquelle a été utilisé pour réduire la taille des bouchons.